# Orzocco Ier de Lacon-Zori
Orzocco Ier de Lacon-Zori nommé également Onroco ou Orzocòrre de Lacon-Gunale   (mort vers  1100) est Judice (juge usant des prérogatives royales) du Judicat d'Arborée (royaume en Sardaigne) vers 1082 à 1100.

## Biographie
Orzocco serait le fils de Mariano Ier et de son épouse Susanna de Zori (ou Thori), il est le premier souverain d'Arborée sur lequel il existe des informations substantielles car il est à l'origine d'une dynastie qui gouverne le Judicat d'Arborée jusqu'en 1185. 
Orzocco succède à Mariano de Lacon-Gunale, dont on ignore tout et dont on présume qu'il est le fils.
Dans ce contexte il appartient à la lignée des Gunale et Zori. Il demeure surtout connu pour avoir transféré le siège de sa souveraineté avec l’évêque le clergé et la population du Judicat de la cité de Tharros ruinée après un conflit, à Oristano.
Orzocorre gouverne à l'époque ou le  monachisme occidental et la  réforme grégorienne s'imposent en Sardaigne comme dans le reste  de l'Éurope. Comme ses contemporains les Juges: Costantino Ier de Torres, Orzocco Torchitorio Ier et Costantino Ier de Cagliari, et Torchitorio de Gallura; il est un allié de l'église qui impose progressivement ses conceptions; intellectuelles, politiques, religieuse, et économiques dans leur Judicats. En 1073 le pape Grégoire VII adresse une correspondance dans laquelle il demande aux Judices souverains  sardes de faire obédience au Saint-Siège et en les exhortant à  appliquer  les préceptes de la religion en Sardaigne. Orzocco Ier comme ses prédécesseurs œuvre pour que la religion chrétienne se répande et s'enracine sur l'île. Cette correspondance est suivie d'une seconde en 1080 qui impose aux moines de se raser la barbe comme c'est la coutume dans le reste de l'Europe, un archevêque de Cagliari nommé Jacopo (?) s'y refuse et est relevé de sa fonction. Les lettres donnent à Orzocco Ier le pouvoir de faire de même avec les désobéissants. Orzocco fait enfin édifier une église dédiée à San Nicola à Ottana.

## Union et postérité
Il  épouse une certaine Nivatta (ou Nibatta ou Nigata) qui lui donne  Torbeno et Orzocorre II, ses successeurs dans le Judicat d'Arborée. Nivatta, après la mort de son époux, commence l'édification de la villa et du château de Cabras, qui deviendront la résidence de tous leurs successeurs.